# Jamiroquai
Jamiroquai is een Britse band onder leiding van zanger Jay Kay. De band begon in het acid jazz-genre, maar ontwikkelde gaandeweg een eigen geluid met diverse invloeden. Dit mede door de interesse van Jay Kay in funk- en discomuziek uit de jaren zeventig en tachtig.

## Biografie

### 1992 - 1999
De naam van de band gaat terug op de Irokezen.
Jamiroquai's eerste single When You Gonna Learn? werd uitgebracht in 1992 bij het Britse label Acid Jazz. Na deze succesvolle debuutsingle tekende Jay Kay een contract bij Sony voor acht albums.
In 1993 verscheen het debuutalbum Emergency on Planet Earth met het eerdergenoemde When You Gonna Learn en de even succesvolle opvolger Too Young to Die. Daarna vonden de eerste bezettingswisselingen plaats. Zo werd drummer Nick van Gelder vervangen door Derrick McKenzie; percussionist Kofi Kofi Kari vertrok eveneens.
In 1994 kwam het album The Return of the Space Cowboy uit waarvan de eerste single, het titelnummer Space Cowboy, een grote hit werd. Daarna verliet gitarist Gavin Dodds de band om plaats te maken voor Simon Katz.
Het derde album Travelling Without Moving uit 1996 bevatte de grote hits Virtual Insanity en Cosmic Girl. Rond deze tijd nam percussionist en medetekstschrijver Sola Akingbola plaats in de band.
De hitsingle Deeper Underground van hun vierde cd Synkronized uit 1998 was onderdeel van de titelsong van de film Godzilla. Dit nummer en Canned Heat werden de grootste hits van de cd.
Datzelfde jaar verliet bassist Stuart Zender de band. Hij had een relatie met All Saints-zangeres Melanie Blatt en werd vader van een dochter. Zender werd vervangen door Nick Fyffe.

### 2001 - 2010

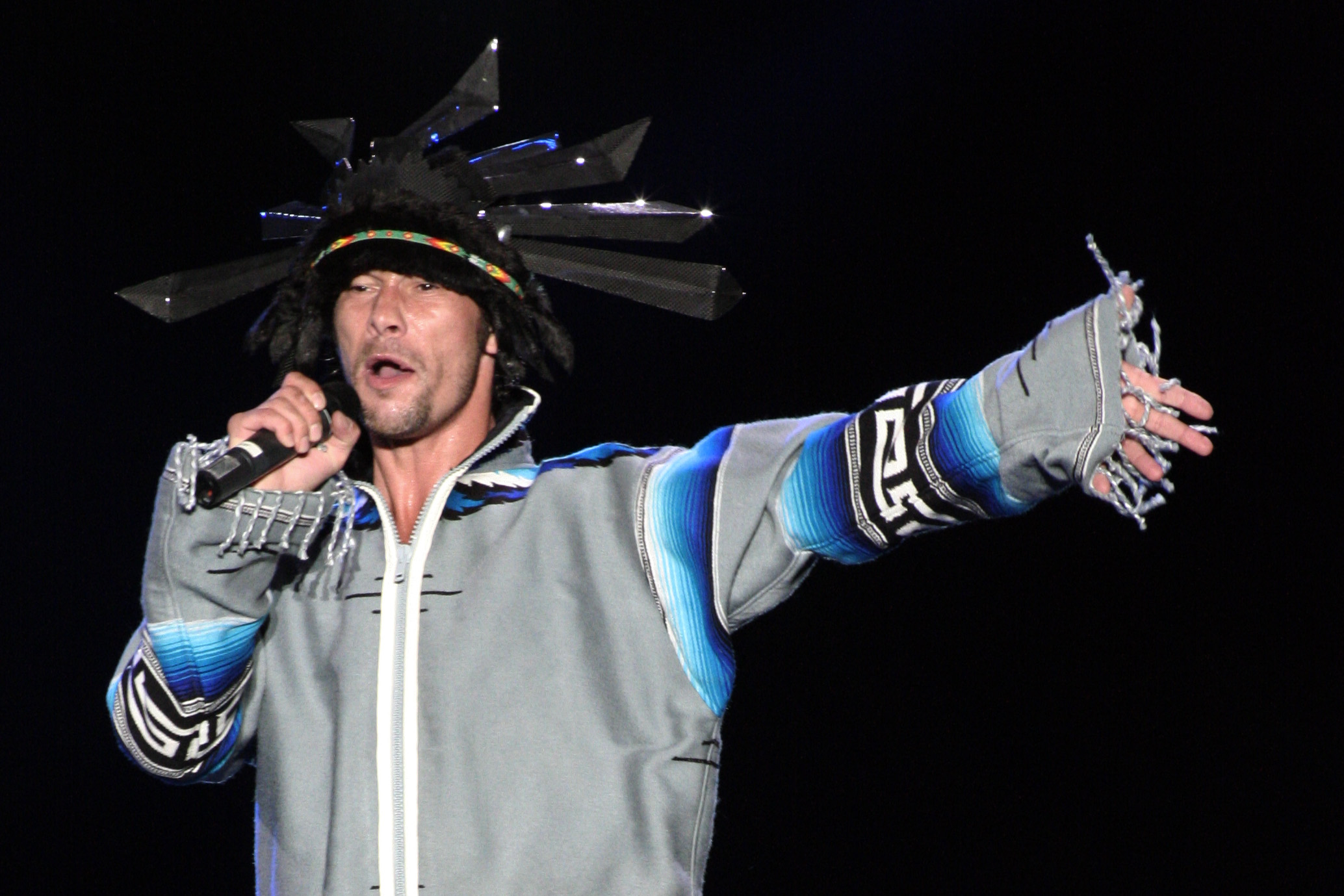
Jay Kay tijdens het Lovebox festival (Londen) in 2006

In 2001 verscheen het vijfde album; A Funk Odyssey (medegeschreven door de nieuwe gitarist Rob Harris) waarop de invloed van disco duidelijk aanwezig was. De eerste single van dit album, Little L, scoorde wereldwijd hoog in de hitlijsten.
Daarna maakte Jay Kay bekend dat hij geen cd's meer wilde uitbrengen vanwege de grote hoeveelheid kritiek op hem als persoon en op zijn muziek. Hij kwam daar echter op terug en na vier jaar stilte verscheen op 20 juni 2005 Dynamite. 
De eerste single van dit album, Feels Just Like It Should, werd voor deze datum al uitgebracht. Seven Days in Sunny June, de tweede single van dit album, werd een grote hit in de zomer van 2005.
Ondertussen was de bezetting weer veranderd; Nick Fyffe was vervangen door Paul Turner die bij Annie Lennox heeft gespeeld. Bij live-optredens werd de band versterkt met achtergrondzangeressen.
Na wederom een lange stilte bracht Jamiroquai in november 2010 een nieuw album uit, genaamd Rock Dust Light Star; de gelijknamige single werd al op 24 juni in de Londense Debut Club gespeeld. Tevens kondigde Jamiroquai een zomertournee aan, waarbij ze op 29 juli op Suikerrock in Tienen aantraden en 29 oktober in de Amsterdamse Paradiso. Tussendoor kwam op 23 augustus 2010 de eerste single van hun nieuwe album Rock Dust Light Star uit met als titel White Knuckle Ride.

### 2017
Begin 2017 verscheen de single Automaton. De opvolger, Cloud 9, kwam een paar weken later uit. Op 31 maart verscheen het album Automaton.  Nog geen twee weken daarna werd het nieuws bekend dat toetsenist Toby Smith overleden was aan de gevolgen van kanker. Hoewel Smith ruim zes jaar eerder gediagnosticeerd was, had de band het nieuws bewust stil gehouden. In juli gaf de band een concert op North Sea Jazz in Rotterdam, op 8 november 2017 in Ziggo Dome, Amsterdam en op 11 november 2017 in het Sportpaleis in Antwerpen.

## Discografie

### Albums
| Album met eventuele hitnotering(en) in de Nederlandse Album Top 100 | Datum van verschijnen | Datum van binnenkomst | Hoogste positie | Aantal weken | Opmerkingen   |
| ------------------------------------------------------------------- | --------------------- | --------------------- | --------------- | ------------ | ------------- |
| Emergency on Planet Earth                                           | 11-06-1993            | 10-07-1993            | 19              | 18           |               |
| The Return of the Space Cowboy                                      | 14-10-1994            | 29-10-1994            | 42              | 23           |               |
| Travelling without Moving                                           | 09-09-1996            | 21-09-1996            | 14              | 63           |               |
| Synkronized                                                         | 14-06-1999            | 26-09-1999            | 6               | 30           |               |
| A Funk Odyssey                                                      | 31-08-2001            | 08-09-2001            | 4               | 27           |               |
| Dynamite                                                            | 19-06-2005            | 25-06-2005            | 5               | 33           |               |
| High Times: Singles 1992-2006                                       | 03-11-2006            | 11-11-2006            | 31              | 10           | Verzamelalbum |
| Rock Dust Light Star                                                | 29-10-2010            | 06-11-2010            | 1 (1wk)         | 21           |               |
| Automaton                                                           | 31-03-2017            | 08-04-2017            | 4               | 8            |               |

| Album met hitnotering(en) in de Vlaamse Ultratop 200 albums | Datum van verschijnen | Datum van binnenkomst | Hoogste positie | Aantal weken | Opmerkingen   |
| ----------------------------------------------------------- | --------------------- | --------------------- | --------------- | ------------ | ------------- |
| Travelling without Moving                                   | 1996                  | 28-09-1996            | 14              | 48           |               |
| Synkronized                                                 | 1999                  | 19-06-1999            | 4               | 24           |               |
| A funk Odyssey                                              | 2001                  | 08-09-2001            | 6               | 28           |               |
| Dynamite                                                    | 2005                  | 25-06-2005            | 15              | 18           |               |
| High Times: Singles 1992-2006                               | 2006                  | 11-11-2006            | 8               | 20           | Verzamelalbum |
| Rock Dust Light Star                                        | 2010                  | 06-11-2010            | 19              | 6            |               |
| Automaton                                                   | 2017                  | 08-04-2017            | 11              | 11           |               |

### Singles
| Single met eventuele hitnotering(en) in de Nederlandse Top 40 | Datum van verschijnen | Datum van binnenkomst | Hoogste positie | Aantal weken | Opmerkingen                                       |
| ------------------------------------------------------------- | --------------------- | --------------------- | --------------- | ------------ | ------------------------------------------------- |
| Too Young to Die                                              | 1993                  | 15-05-1993            | tip9            | -            | Nr. 41 in de Single Top 100                       |
| Blow Your Mind                                                | 1993                  | 07-08-1993            | tip6            | -            | Nr. 40 in de Single Top 100                       |
| When You Gonna Learn                                          | 1993                  | 16-01-1993            | tip20           | -            | Nr. 92 in de Single Top 100                       |
| Half the Man                                                  | 1994                  | 24-12-1994            | tip13           | -            | Nr. 10 in de Single Tip 30 van de Mega Top 50     |
| Virtual Insanity                                              | 1996                  | 07-09-1996            | tip9            | -            | Nr. 7 in de Single Tip 30 van de Mega Top 50      |
| Cosmic Girl                                                   | 1996                  | 07-12-1996            | tip12           | -            | Nr. 78 in de Single Top 100                       |
| Deeper Underground                                            | 1998                  | 12-09-1998            | 19              | 10           | Soundtrack Godzilla / Nr. 18 in de Single Top 100 |
| Canned Heat                                                   | 1999                  | 12-06-1999            | 29              | 4            | Nr. 31 in de Single Top 100 / Alarmschijf         |
| Supersonic                                                    | 1999                  | 09-10-1999            | tip14           | -            | Nr. 75 in de Single Top 100                       |
| King for a Day                                                | 1999                  | -                     |                 |              | Nr. 89 in de Single Top 100                       |
| Little L                                                      | 2001                  | 01-09-2001            | 40              | 2            | Nr. 51 in de Single Top 100                       |
| You Give Me Something                                         | 2001                  | 08-12-2001            | tip11           | -            | Nr. 86 in de Single Top 100                       |
| Love Foolosophy                                               | 2002                  | 09-03-2002            | tip14           | -            | Nr. 85 in de Single Top 100                       |
| Feels Just Like It Should                                     | 2005                  | 28-05-2005            | tip9            | -            | Nr. 88 in de Single Top 100                       |
| Seven Days in Sunny June                                      | 2005                  | 03-09-2005            | tip9            | -            | Nr. 49 in de Single Top 100                       |
| (Don't) Give Hate a Chance                                    | 2005                  | 19-11-2005            | 30              | 5            |                                                   |
| Runaway                                                       | 2006                  | 28-10-2006            | tip5            | -            | Nr. 73 in de Single Top 100                       |
| White Knuckle Ride                                            | 30-08-2010            | 11-09-2010            | 25              | 3            | Nr. 15 in de Single Top 100                       |
| Blue Skies                                                    | 01-11-2010            | -                     |                 |              | Nr. 79 in de Single Top 100                       |

| Single met hitnotering(en) in de Vlaamse Ultratop 50 | Datum van verschijnen | Datum van binnenkomst | Hoogste positie | Aantal weken | Opmerkingen         |
| ---------------------------------------------------- | --------------------- | --------------------- | --------------- | ------------ | ------------------- |
| Space Cowboy                                         | 1994                  | 14-01-1995            | 49              | 1            |                     |
| Virtual Insanity                                     | 1996                  | 28-09-1996            | tip15           | -            |                     |
| Cosmic Girl                                          | 1996                  | 04-01-1997            | tip2            | -            |                     |
| Alright                                              | 1997                  | 17-05-1997            | tip8            | -            |                     |
| Deeper Underground                                   | 1998                  | 10-10-1998            | 49              | 2            | Soundtrack Godzilla |
| Canned Heat                                          | 1999                  | 05-06-1999            | 43              | 4            |                     |
| Supersonic                                           | 1999                  | 25-09-1999            | tip16           | -            |                     |
| King for a Day                                       | 1999                  | 08-01-2000            | tip16           | -            |                     |
| Little L                                             | 2001                  | 01-09-2001            | 40              | 3            |                     |
| You Give Me Something                                | 2001                  | 24-11-2001            | tip8            | -            |                     |
| Love Foolosophy                                      | 2002                  | 02-03-2002            | tip9            | -            |                     |
| Feels Just Like It Should                            | 2005                  | 18-06-2005            | tip4            | -            |                     |
| Seven Days in Sunny June                             | 2005                  | 27-08-2005            | tip5            | -            |                     |
| Runaway                                              | 2006                  | 04-11-2006            | tip2            | -            |                     |
| White Knuckle Ride                                   | 2010                  | 13-11-2010            | 41              | 1            |                     |
| Automaton                                            | 2017                  | 11-02-2017            | tip             | -            |                     |
| Cloud 9                                              | 2017                  | 25-02-2017            | tip9            | -            |                     |
| Superfresh                                           | 2017                  | 15-07-2017            | tip             | -            |                     |

### NPO Radio 2 Top 2000
| Nummers met noteringen in de NPO Radio 2 Top 2000 | '11  | '12  | '13  | '14  | '15  | '16  | '17  | '18  | '19  | '20  | '21  | '22  | '23  | '24  |
| ------------------------------------------------- | ---- | ---- | ---- | ---- | ---- | ---- | ---- | ---- | ---- | ---- | ---- | ---- | ---- | ---- |
| Deeper Underground                                | 1505 | 1761 | 1518 | -    | -    | -    | -    | -    | -    | -    | -    | -    | -    | -    |
| Seven Days in Sunny June                          | -    | -    | -    | 1856 | 1954 | 1704 | 1777 | -    | -    | -    | -    | -    | -    | -    |
| Too Young to Die                                  | -    | -    | 1923 | -    | -    | -    | -    | -    | -    | -    | -    | -    | -    | -    |
| Virtual Insanity                                  | -    | -    | -    | 1755 | 1600 | 1682 | 1618 | 1653 | 1762 | 1809 | 1728 | 1740 | 1678 | 1449 |

1. ↑  Een '-' betekent dat het nummer niet was genoteerd en een vetgedrukt getal geeft de hoogste notering van een nummer aan.
2. ↑  2011 was het eerste jaar met een notering voor Jamiroquai.

### Dvd's
| Dvd's met hitnoteringen in de Nederlandse Music Top 30 | Datum van verschijnen | Datum van binnenkomst | Hoogste positie | Aantal weken | Opmerkingen |
| ------------------------------------------------------ | --------------------- | --------------------- | --------------- | ------------ | ----------- |
| High Times - Singles 1992-2006                         | 2006                  | 25-11-2006            | 25              | 1            |             |
| Live at Montreux 2003                                  | 2007                  | 10-11-2007            | 28              | 1            |             |